# Dombeya lokohensis
Dombeya lokohensis är en malvaväxtart som beskrevs av Arenes. Dombeya lokohensis ingår i släktet Dombeya och familjen malvaväxter. Inga underarter finns listade i Catalogue of Life.